# Саудабаев, Канат Бекмурзаевич
Канат Бекмурзаевич Саудабаев — казахстанский государственный деятель, дипломат, Чрезвычайный и Полномочный Посол.

## Биография
Родился 18 июля 1946 на железнодорожной станции Жетыген Илийского района Алма-Атинской области, Казахской ССР. Происходит из рода Дулат — Жаныс Старшего жуза

### Образование
- 1968 год — Окончил Ленинградский государственный институт культуры по специальности «режиссёр»,
- 1988 год — Окончил Академию общественных наук при ЦК КПСС.
- 1981 год — Кандидат философских наук (тема диссертации — «Пути сближения образа жизни городского и сельского населения»), Казахский государственный университет.
- 2000 год — доктор политических наук (тема диссертации — «Казахстан-Турция: становление и развитие отношений»), Московский государственный университет.
- с 1993 год Дипломатический ранг — Чрезвычайный и Полномочный Посол
- Воинское звание — капитан запаса.
- Владеет казахским, русским, английским и турецким языками.

### Карьера
- 1968 год — старший методист республиканского Дома народного творчества.
- 1968—1970 гг. — режиссёр Казахского государственного академического театра драмы имени М. О. Ауэзова.
- 1970—1972 гг. — клоун Казахского циркового коллектива «Союзгосцирка».
- 1972—1976 гг. — Первый директор Казахского государственного цирка.

### На государственной службе
- 1976—1977 — заведующий отделом культуры Управления делами Совета Министров Казахской ССР.
- 1977—1983 — зам. министра культуры КазССР.
- 1983—1988 — председатель Государственного комитета КазССР по кинематографии.
- 1988—1990 — 1-й зам. председателя Госкомитета КазССР по культуре — Министр культуры КазССР.
- 1990—1991 — председатель Госкомитета КазССР по культуре — Министр культуры КазССР.
- 1991—1992 — Первый полномочный представитель Казахской ССР в СССР.
- 05.1992-04.1994 и 10.1994-11.1996 — Первый Чрезвычайный и Полномочный Посол РК в Турции.
- 04.1994-10.1994 — Министр иностранных дел Казахстана.
- 11.1996-13.10.1999 — Чрезвычайный и Полномочный Посол РК в Великобритании.
- 13.10.1999-13.12.2000 — руководитель Канцелярии премьер-министра РК.
- 12.2000-15.05.2007 — Чрезвычайный и Полномочный Посол РК в США.
- С 15 мая 2007 — Государственный секретарь Республики Казахстан.
- 4 сентября 2009 — апрель 2011 — Государственный секретарь Республики Казахстан — Министр иностранных дел Республики Казахстан.
- 1 января 2010 — 31 декабря 2010 — также являлся действующим председателем Организации по безопасности и сотрудничеству в Европе.
- После отставки правительства 8 апреля 2011 года в результате досрочных президентских выборов в Казахстане, переназначен на пост Государственного секретаря без совмещения должности министра иностранных дел РК.
- 23 января 2012 Распоряжением Президента РК назначен директором вновь созданного многофункционального научно-аналитического и гуманитарно-просветительского государственного учреждения «Назарбаев-центр». В апреле 2013 года освобожден от занимаемой должности[4].
- В августе 2015 года был избран депутатом Мажилиса Парламента РК. В январе 2016 года в связи с роспуском нижней палаты Парламента РК прекратил свои полномочия в качестве депутата.

### Награды
- Орден «Курмет» (1996)[5]
- Орден «Отан» (2005)[6]
- Орден «Қазақстан Республикасының Тұңғыш Президенті — Елбасы Нұрсұлтан Назарбаев» (2011)[7]
- Медаль «МПА СНГ. 25 лет» (27 марта 2017 года, Межпарламентская ассамблея СНГ) — за заслуги в деле развития и укрепления парламентаризма, за вклад в развитие и совершенствование правовых основ функционирования Содружества Независимых Государств, укрепление международных связей и межпарламентского сотрудничества[8]

## Семейное положение
- Жена — Куллихан Бекибаевна Саудабаева, 1955 г.р.
- Сын Ермек Саудабаев, 1969 г.р.
- Дочь Меруерт Саудабаева, 1978 г.р.
- Сын Ербол Саудабаев, 1984 г.р.
- Дочь Арай Саудабаева, 1998 г.р.